# Comuna Șepîlove, Holovanivsk
Șepîlove (în ucraineană Шепилове) este o comună în raionul Holovanivsk, regiunea Kirovohrad, Ucraina, formată din satele Oleksandrivka și Șepîlove (reședința).

## Demografie
Componența lingvistică a comunei Șepîlove
     Ucraineană (97,75%)
     Rusă (1,54%)
     Alte limbi (0,48%)
Conform recensământului din 2001, majoritatea populației comunei Șepîlove era vorbitoare de ucraineană (97,75%), existând în minoritate și vorbitori de rusă (1,54%).